# TRT Avaz
Pour les articles homonymes, voir TRT.
TRT Avaz est une chaîne de télévision publique turque du groupe Radio-télévision de Turquie (TRT). Avaz désigne en turc « le dernier cri que l'on peut pousser ».

## Histoire
Le 21 mars 2009, deux nouvelles chaînes sont créées par la Radio-télévision de Turquie, TRT Azav et TRT Türk. 
Cette dernière partage initialement son canal avec TRT Int, et finit par la remplacer définitivement au mois de mai 2009. 
TRT Azav quant à elle s'adresse aux populations d'origine turcique.

## Diffusion
La chaîne est diffusé en clair sur le satellite TürkSat dans le Faisceau Est (Asie) ainsi que dans toute l'Europe par l'intermédiaire du bouquet Digiturk.